# Коклен-младший
Коклен-младший (фр. Coquelin cadet, он же Эрнест Александр Оноре Коклен фр. Alexandre Honoré Ernest Coquelin, 16 мая 1848, Булонь-сюр-Мер — 8 февраля 1909, Сюрен) — французский драматический актер. Младшим прозванный потому, что являлся младшим братом Коклена-старшего.

## Биография
Отец – пекарь. С юности пошёл по стопам старшего брата, известного французского артиста, одного из ярчайших актеров Франции классицистского направления, игравшего на сцене «Комеди Франсэз», а позднее создавшего собственную труппу, с которой гастролировал, побывав не только в Европе, но и Америке. В 1895 году выступал в Москве.
Коклен-младший в 1867 году закончил, как и его брат, Парижскую Драматическую консерваторию и дебютировал в парижском театре «Одеон» (l'Odéon), проявив себя сразу как актер жанра яркой острой буффонады, абсурдно-карикатурной комедии. В следующем 1868 году перешел на сцену «Комеди Франсез» (Comédie-Française).
В 1875 году он поступил в Театр «Варьете» (Théâtre des Variétés), где играл в различных комедиях и водевилях, в том числе в «Соломенная шляпка» Лабиша и Марк-Мишеля. Однако пробыл там один сезон, в 1876 году он вернулся в «Комеди Франсэз», а в 1879 году вошел в штат театра. Там он создал множество сценических образов, с особенным успехом играл роли в Мольеровских пьесах.
Среди его ролей:
- 1876 — «Друг Фриц» Эркмана-Шатриана — Фредерик,
- 1887 — «Франсильон» Дюма-сына — Селестен,
- «Ученые женщины» Мольера — Триссотен,
- 1888 — «Господин де Пурсоньяк» Мольера — Пурсоньяк,
- 1889 — «Севильский цирюльник» Бомарше — Фигаро,
- 1893 — «Скупой» Мольера — Гарпагон,
- 1899 — «Тартюф» Мольера — Тартюф,
- «Мнимый больной» Мольера — Арган и другие.

Его дар более всего раскрылся в исполнении монологов, которые он открыл для себя, услышав авторское исполнение поэмы «Маринованная сельдь» (Le Hareng saur) известного французского поэта, изобретателя и бон-вивана Шарля Кро. Коклен-младший настолько восхитился творчеством Кро и его чтением своих стихов, что сам принялся их декламировать, и настолько увлекся, что создал новый жанр такого чтения, названный «шутливыми монологами», с которыми стал постоянно выступать под бурные одобрения и смех зрителей. Окрыленный успехами собственного исполнения поэмы про маринованную сельдь, Коклен-младший обратился к Кро и другим авторам для написания ему подобных монологов. В результате он стал постоянно выступать в этом жанре и написал на эту тему книги, издав: в 1880 г. — «Книга переживших» (Le Livre des convalescents); в 1881 г. — «Современный монолог» (Le Monologue moderne); в 1882 г. — «Fairiboles»; в 1884 году — «Искусство чтения монолога» (L'Art de dire le monologue), совместно с братом, где они опубликовали актерское пособие по исполнению монологов, классифицированных по жанрам: трагический монолог, комический монолог, драматический, безжанровый и т.д.; в 1887 г. — «Смех» (Le Rire); в 1888 г. — «Пируэты» (Pirouettes).
В 1908 году он был помещён в дом престарелых в Сюрене, маленьком местечке в пригороде Парижа, где вскоре скончался — через несколько дней после смерти не менее знаменитого старшего брата.
Ныне в театре «Комеди Франсэз» ему, как и другим выдающимся артистам этой сцены, посвящена небольшая выставка в музее театра: изображения во многих ролях – зарисовки, снимки, эскизы его сценических костюмов, а также прижизненный мраморный бюст актера, созданный в 1886 году известным скульптором Александром Фальгьером.